# Il cerchio di sangue
Il cerchio di sangue (Berserk!) è un film horror del 1967 diretto da Jim O'Connolly, con Joan Crawford, Ty Hardin, Diana Dors e Judy Geeson, per la sceneggiatura di Herman Cohen e Aben Kandel. È il penultimo film di Joan Crawford.

## Trama
Monica Rivers e Albert Dorando sono comproprietari di un circo itinerante inglese. Durante uno spettacolo il funambolo Gaspar the Great resta ucciso in un grottesco incidente: il filo sul quale cammina si spezza e un capo gli avvolge il collo impiccandolo. Il filo sembra essere stato manomesso e la polizia avvia un'indagine, ma senza trovare un colpevole. Ponendo in allarme Dorando, Monica reagisce freddamente alla disgrazia e suppone di trarne un ritorno pubblicitario. La donna ingaggia inoltre un nuovo funambolo, Frank Hawkins, che la impressiona per il bell'aspetto, la prestanza fisica e il coraggio. Nel frattempo, Dorando viene trovato ucciso in modo raccapricciante, e tra la troupe circense cresce il sospetto della colpevolezza di Monica. A sospettare più di tutti è proprio Hawkins, che l'ha vista lasciare la roulotte dell'uomo poco prima della scoperta del cadavere; pertanto la ricatta, chiedendo in cambio del silenzio una partecipazione agli incassi del circo.
Dopo una serie di esibizioni di successo in giro per il Regno Unito, la figlia ribelle di Monica, Angela, espulsa da scuola, si presenta al circo per un ingaggio. Non sapendo trovarle altro ruolo, Monica la mette in coppia con Gustavo, il lanciatore di coltelli. Oltre a Monica, un'artista della compagnia, Matilda, tenta invano di sedurre Hawkins, ma la donna lo scopre. Matilda è l'assistente di un illusionista che prende parte al numero della donna segata a metà. Durante un'esibizione resta a sua volta uccisa per un difetto dell'attrezzatura. Pochi giorni dopo è il turno di Frank che, colpito alla schiena da un coltello, precipita dal filo sulla filza di baionette appuntite che usava far collocare al di sotto come ulteriore prova di coraggio. È Angela a essere scoperta come l'autrice del gesto di lanciare il coltello. La giovane confessa e rivela anche il movente nel risentimento verso la madre, sempre assente nella sua vita. Gli omicidi hanno avuto quindi lo scopo di eliminare tutti coloro che assorbivano il suo interesse. La ragazza tenta a questo punto di uccidere anche la madre, ma viene fermata in tempo e, in un tentativo di fuga, resta folgorata da un filo scoperto fuori dal circo durante un temporale. Il film si chiude con la scena di Monica che piange inconsolabile sul corpo della figlia.

## Produzione
Il titolo italiano riecheggia in parte quello provvisorio di Circus of Blood (Circo di sangue). Il film il primo di un nuovo accordo tra Herman Cohen e la Columbia. Nell'agosto 1966 Joan Crawford firmò il contratto, che prevedeva l'inizio delle riprese a Londra in ottobre. Cohen riferisce che il copione fu scritto pensando proprio a lei come protagonista. L'attrice descrisse il suo ruolo come «presentatrice e tutto il resto. Pittoresca, eccitante, la donna più decisa che abbia mai interpretato. Sa sempre che cosa vuole e lo ottiene».
Cohen avrebbe voluto Christina Crawford come spalla di sua madre, ma Joan si oppose, e al suo posto fu scritturata Judy Geeson. Diana Dors ebbe un fondamentale ruolo da non protagonista.
Il titolo di Circus of Blood e l'altro di Circus of Fear proposti dagli autori furono osteggiati dall'attrice protagonista che, secondo quanto da lei riferito, insistette per Berserk! Il titolo fu cambiato nell'aprile 1967, poco prima dell'uscita nelle sale.

## Accoglienza

### Incassi
Le entrate al botteghino furono considerevoli. In Nordamerica il film incassò oltre 1 100 000 dollari e si posizionò all'85º posto tra i film di maggior successo commerciale del 1968, secondo l'elenco stilato dal settimanale Variety. In Europa incassò quasi il doppio, 2 095 000 dollari. Ciò rende Il cerchio di sangue il maggior successo mai prodotto da Herman Cohen.

### Critica
Il critico Howard Thompson, sul New York Times, recensì perlopiù negativamente la pellicola, confrontandola con Il circo degli orrori, ma aggiunse: «È anche difficile girare un pessimo film con ambientazione circense e odore di segatura. È tutto quanto di solido il film riesce a offrire: la routine quotidiana intrigante degli artisti e alcuni brillanti numeri, tutti gradevolmente convogliati da un'eccellente fotografia a colori. E sotto la dignitosa regia di Jim O'Connolly, il film proietta davvero una specie di suspense provocatoria che sfida a non sedersi e a non guardare che cosa sta per succedere e, infine, perché». Il critico così prosegue su Joan Crawford: «professionale come sempre e di certo la più aggraziata presentatrice circense di sempre».
Lawrence Quirk scrisse di lei su Hollywood Screen Parade: «raggiante, energica, autoritaria, una vera star del cinema il cui fascino non appassisce mai».

## Home video
Il cerchio di sangue è uscito in DVD il 6 settembre 2011 per la Columbia Classics DVD Collection. È una produzione su richiesta disponibile online via Warner Archive Collection e ClassicFlix, solo negli Stati Uniti. Per Mill Creek Entertainment il film è uscito insieme a 5 corpi senza testa su Blu-ray il 2 ottobre 2018.